# Càmera de vídeo
|  | Per a altres significats, vegeu «càmera de televisió». |

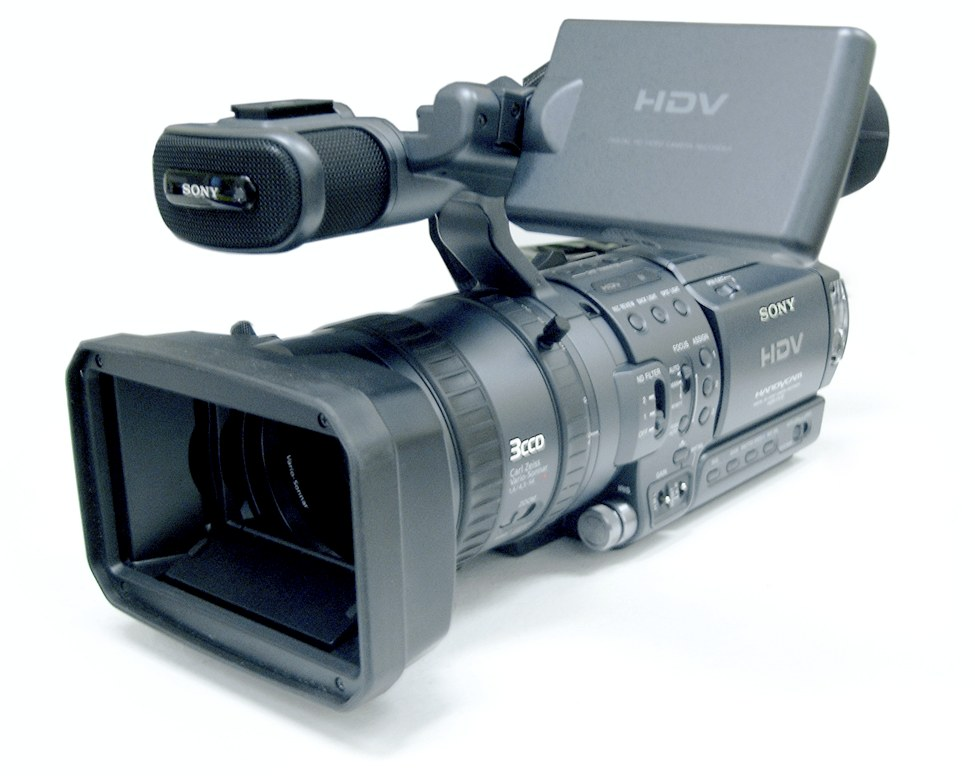
Càmera de vídeo professional HDV

La càmera de vídeo o videocàmera és un dispositiu portàtil per enregistrar vídeo i so en el mateix suport. Per tant, combina les funcions d'una càmera de televisió amb les d'un vídeo. És una evolució tecnològica de la generació anterior, que involucrava dues unitats separades.

## Tipus de càmeres de vídeo

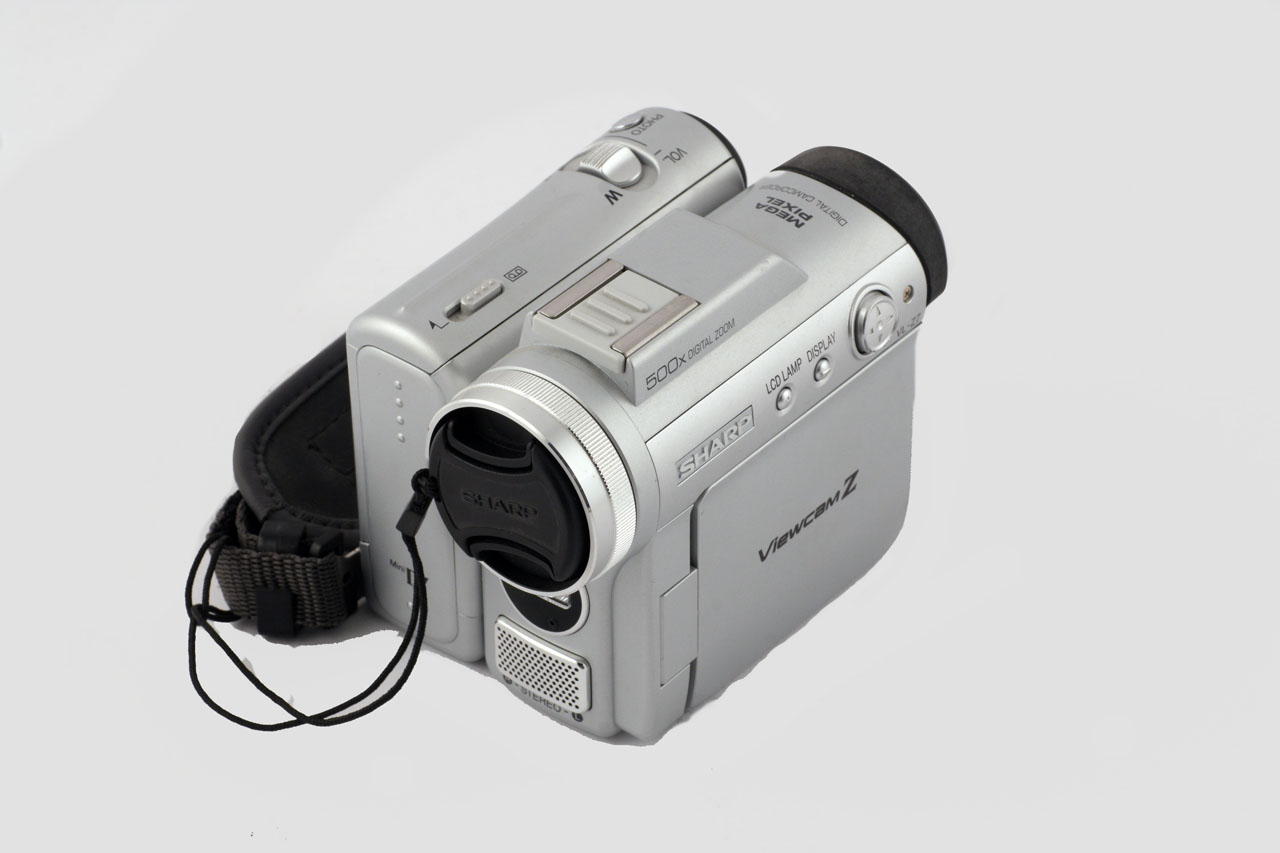
Càmera de vídeo mini DV

Hi ha videocàmeres de tipus digital i videocàmeres de tipus analògic.
- Les càmeres de vídeo analògiques enregistren la informació en format analògic com els vídeos del mateix tipus (VHS-C, Video 8, Betamax)
- Les videocàmeres digitals enregistren la informació en paquets digitals en un format digital comprimit (DV, DVD, disc dur, memòria flash ...)

A més de la distinció analògica/digital, les càmeres es poden classificar en diferents rangs en funció del públic al que estan destinades:
- Gran públic (cicle de renovació del producte: 6-12 mesos)
- Semi-Pro (cicle de renovació del producte: 2-4 anys)
- Professionals (cicle de renovació del producte: 5 anys o més)

En els darrers anys, la quota de mercat dels models digitals ha anat en constant augment amb l'arribada de productes de qualitat més assequibles, fins a suplantar pràcticament tots els models analògics.
Algunes videocàmeres digitals equipades amb el connector "path through" permeten l'adquisició directa de pel·lícules des d'una càmera de vídeo analògica PAL a un ordinador (amb una millor qualitat que la majoria de targetes de captura gran públic).

## Suports i formats de gravació

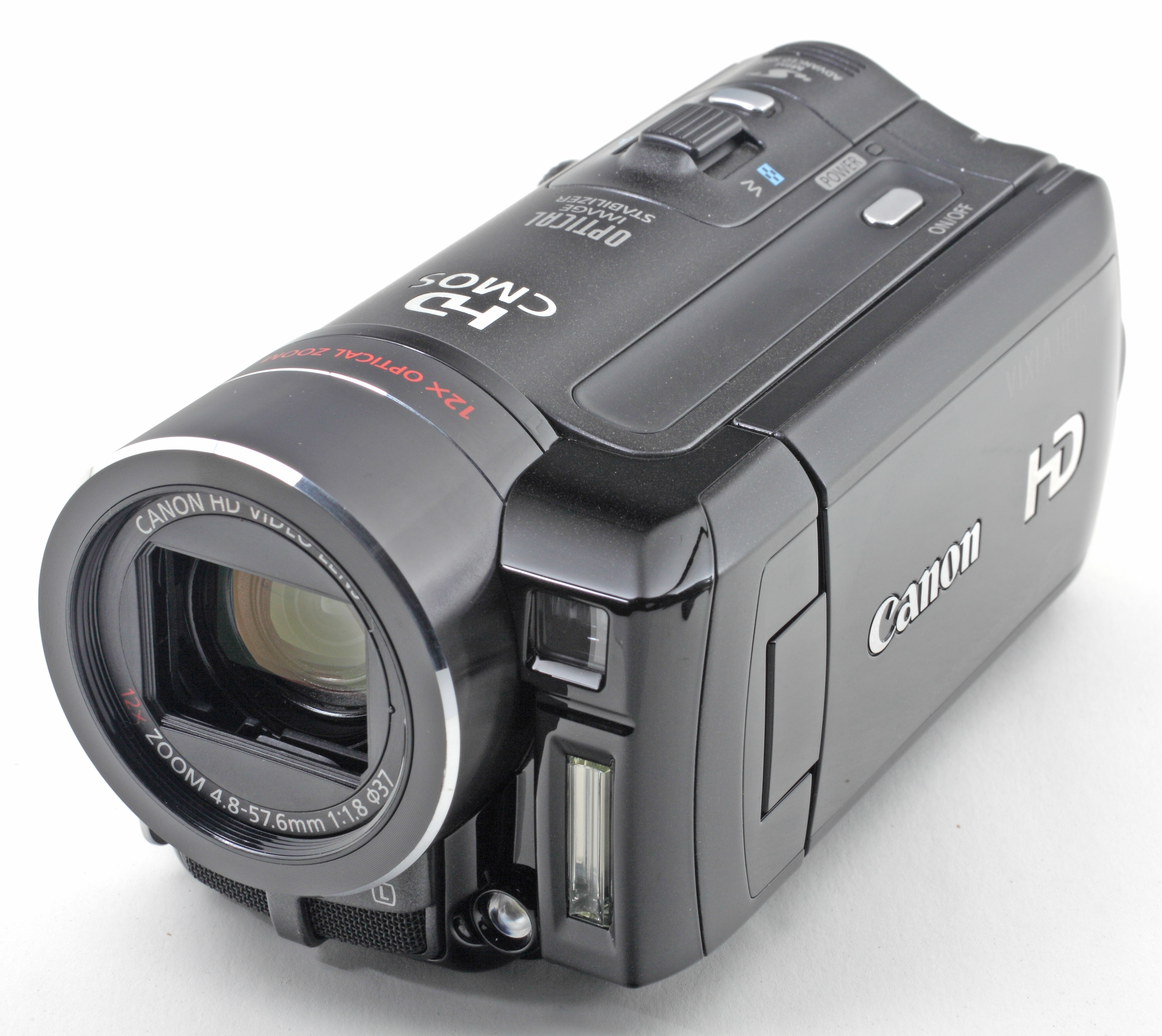
Videocàmera Canon HF10

Les seqüències gravades des d'una càmera de vídeo digital es poden transferir fàcilment a un Ordinador personal equipat amb un connector IEEE 1394 (també anomenat FireWire o iLink), cosa que obre el camí per a l'edició de vídeo a través d'un programa adequat (que de vegades es ven juntament amb la càmera de vídeo). La transferència passa a 1x, el que significa que una seqüència de x minuts demanar exactament x minut per passar-la d'un dispositiu a l'altre.
L'última generació de càmeres de vídeo, amb disc dur o targeta de memòria, estan equipades amb una interfície USB, i són reconegudes pels ordinadors com un disc dur extern. La transferència es realitza d'acord amb el tipus de targeta i les característiques del connector USB.
Hi ha molts tipus de suports de gravació i de formats. Vegeu enregistrament de vídeo per a més informació. Les últimes càmeres de vídeo també són capaces de gravar en suports més innovadors, com una targeta de memòria o unitats de disc dur (en MPEG, MPEG-2 o MPEG-4) o directament en un DVD (ja sigui DVD-RAM o DVD-R) en un format MPEG-2 propietari.
Els formats més comuns de la càmera de vídeo són els següents:
- Càmeres de vídeo amb targeta de memòria
- Càmeres de vídeo d'alta definició (AVCHD) amb targeta de memòria
- Càmeres de vídeo amb disc dur
- Càmeres de vídeo d'alta definició (AVCHD) amb disc dur
- Càmeres de vídeo Mini DV Videocàmera (Enregistrament digital a la cinta)
- Càmeres de vídeo amb DVD
- Càmeres de vídeo HDV (gravació d'alta definició sobre mini DV)
- Càmeres de vídeo VHS, VHS-C, SVHS, SVHS-C, Video 8, Hi8 (Aquests formats analògics sobre cassets són avui dia obsolets)

Tots aquests aparells solen ser totalment portàtils (amb bateries de ions liti) a diferència de les webcam.

## Història

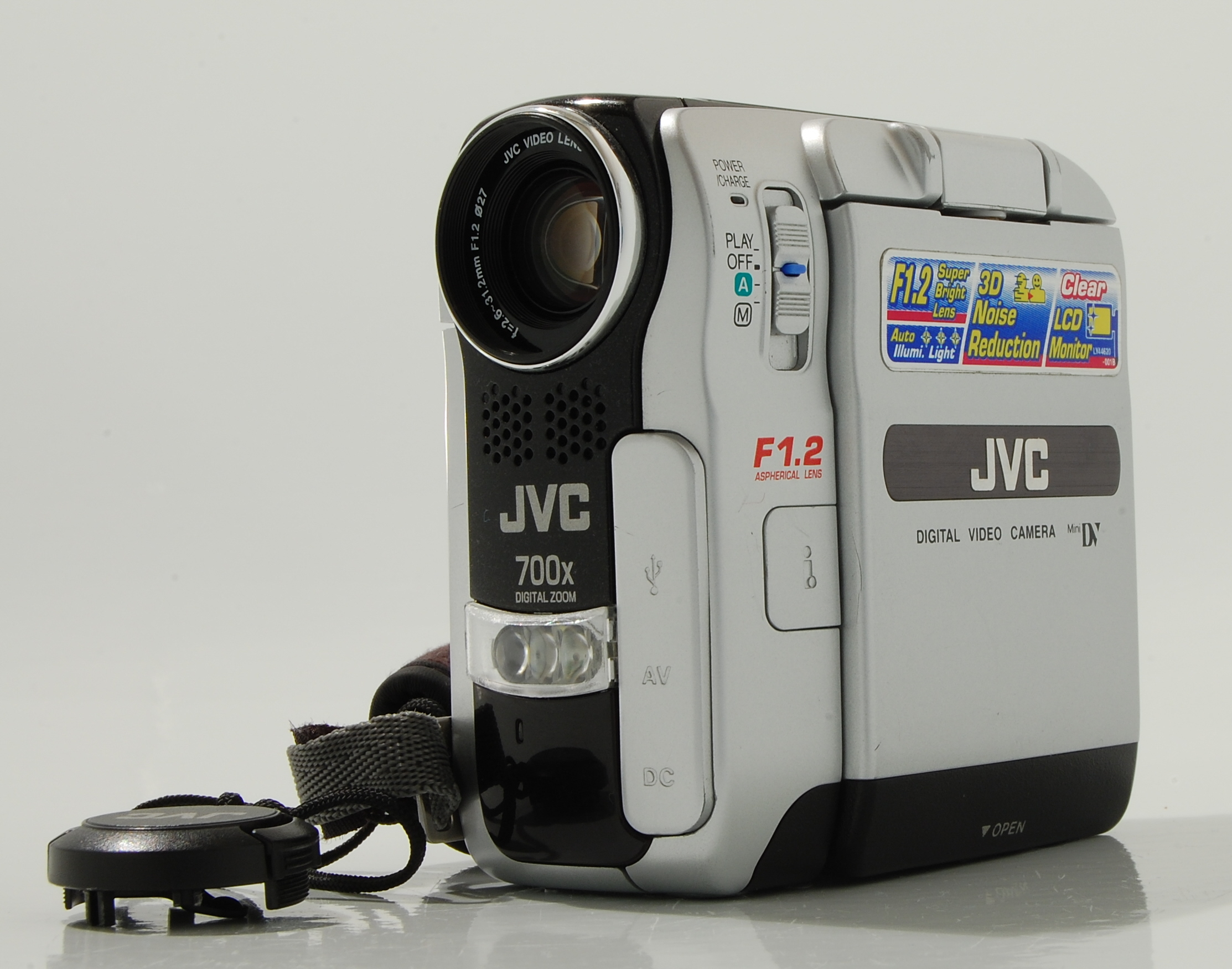
Videocàmera JVC GR-DX57EK

En la dècada de 1960 van aparèixer les primeres unitats portàtils, que consistien en una gravadora de vídeo portàtil i una càmera. El primer model va ser el Portapak (Sony DV-2400), llançat el 1967, és el principi del vídeo d'aficionat.
El 1983 Sony va desenvolupar i comercialitzar la betamovie, amb format Betamax, que només gravava, sent la primera càmera de vídeo del món, que la va deixar de ser produïda el 1986. El 1985, JVC va treure càmeres de vídeo en el format VHS, que des del principi també podien llegir la cinta un cop gravada a la càmera de vídeo, i el mateix any Sony i més tard altres grans fabricants, van desenvolupar conjuntament una videocàmera en vídeo 8, una cinta més petita amb un format de videocasset, al que JVC va respondre mitjançant el desenvolupament d'un format més petit, el VHS-C i del mateix ample -VHS que es podia llegir en una magnetoscopi VHS normal (utilitzant un adaptador).
El 1987-88, arriben al mercat els formats, que separen l'àudio i el vídeo en dos canals: el Hi8 (millora de la Video 8) i SVHS i SVHS-C (millora de la VHS i VHS-C), de millor qualitat d'imatge al voltant de 400 línies.
El 1996, les primeres videocàmeres digitals DV van arribar al mercat de consum amb una definició (horitzontal) de 500 línies. El Mini DV, amb el seu videocasset més petit va permetre als fabricants crear càmeres encara més petites i més lleugeres, el que va contribuir al seu èxit entre el públic. Els finals dels 90 també van veure la comercialització de Digital 8 (versió digital del Video 8), que va tenir significativament menys èxit que el Mini DV.
El 2004-2005, van aparèixer les càmeres de vídeo que graven directament en DVD i més tard sobre disc dur. El 2004 també es va posar en marxa el HDV, l'evolució en alta definició del Mini DV i el AVCHD, creat per Sony i Panasonic, va entrar en plena expansió, podent gravar en disc dur, en targeta de memòria o en mini DVD.

## Parts de la càmera
Totes les càmeres de televisió estan formades per dos sistemes: El sistema òptic i l'electrònic.

### Sistema òptic
De l'òptica depèn tant la captura com la preparació de la imatge: enfocament, lluminositat, elecció de l'angle visual mitjançant zoom, etc. Aquest està format per l'objectiu i el visor:
L'objectiu de les càmeres de televisió és similar als models utilitzats al cinema i fotografia, ja que tots comparteixen elements com el zoom, el diafragma o la distància focal, entre d'altres. La funció de l'objectiu i tot el sistema òptic en general és preparar la imatge perquè arribi d'una determinada manera fins al sistema electrònic de la càmera. Aquest sistema porta els impulsos lluminosos i els transforma en senyal elèctrica, la qual o bé s'emet en directe o bé és gravada en format digital.
El visor és una petita pantalla que mostra l'enquadre exacte que està captant la càmera.

### Sistema electrònic
Aquest sistema en canvi s'encarrega de processar les imatges que arriben a través de l'objectiu de la càmera, per a la seva posterior transformació en Senyal elèctric.
La clau d'aquest sistema és el tub analitzador de la imatge. Es tracta d'una placa sensible a la llum, també anomenada sensor CCD, que transforma els estímuls lluminosos en senyals elèctriques. Aquesta part fotosensible és el que equival a la pel·lícula d'una càmera de cinema.
En la transformació de la llum en senyal de televisió intervenen dos processos:
El primer és la barreja de color i prisma: Per a processar la llum natural, la càmera descompon la llum blanca en tres colors primaris (RGB): Vermell, blau i verd. Aquesta acció es realitza mitjançant un prisma, que els distribueix cap a les plaques sensibles i tubs analitzadors. D'aquesta manera, cada tub de llum de la càmera rep la il·luminació corresponent a un dels colors. Aquests tres analitzadors han d'estar sincronitzats al mateix temps per a poder realitzar una suma correcta dels colors i d'aquesta manera recompondre la imatge amb els seus colors originals.
La segona part d'aquesta transformació comença quan la llum descomposta passa al CCD, el component elèctric que converteix la llum en senyal elèctrica. Es tracta d'un xip format per diverses files horitzontals i verticals que incorporen uns elements sensibles nomenats píxels a la llum. Aquests píxels tenen una funció similar a una rajola dins d'un mosaic: com són elements sensibles, reben colors i intensitats lluminoses per a convertir-los en un impuls elèctric determinat. D'aquesta manera, un cop reunida la càrrega de tots els píxels forma cada frame. Com més en contingui el CCD, major resolució tindrà la imatge, tot i que també hi ha un mínim de píxels perquè aquesta sigui reconeixible.

### Altres parts de la càmera
- Balanç de blancs: Aquesta part controla si la càmera està preparada a la temperatura de color de la llum amb la qual està treballant. Es realitza un reajustament (automàtic o manual) en funció del color del blanc que es mostra.[5]
- Velocitat d'obturació: S'encarrega d'ajustar la velocitat d'apertura de la càmera per a majoritàriament evitar imatges no nítides o borroses a causa de moviments ràpids, entre altres coses. També pot ajustar la velocitat expressament per a crear aquest efecte, depenent del que es necessita expressar. La majoria de càmeres professionals tenen velocitats d'1/50 (normal PAL), 1/100, 1/250, 1/500, 1/1,000 i 1/2,000 de segon. Tot i això, algunes van molt més enllà, arribant a 1/12,000.[6]

- Iris (diafragma): Controla la quantitat de llum que travessa l'objectiu i entra en la pel·lícula, el tub de càmera o el CCD (dintre del marc de la velocitat d'obturació). L'iris està calibrat en números f, els quals defineixen els punts d'apertura estàndards i representen la relació entre la distància focal i el diàmetre d'apertura de les làmines que configuren el diafragma. En una càmera de vídeo hi ha tres formes diferents d'ajustar l'iris: automàticament, manualment o d'ajust instantani.[7]
- Micròfon: Serveix per a gravar l'àudio, normalment es pot substituir el micro de la càmera per un altre de diferent tipus: de mà, de corbata, de llarga distància... de forma que s'adapti a aquesta i es pugui gravar la mateixa cinta per a no perdre la sincronització entre la càmera i el vídeo.[8]
- bateria: S'encarrega d'alimentar la càmera amb un temps limitat quan aquesta no es troba endollada al corrent.[9]

## Classificació de càmeres

### Segons la seva utilització

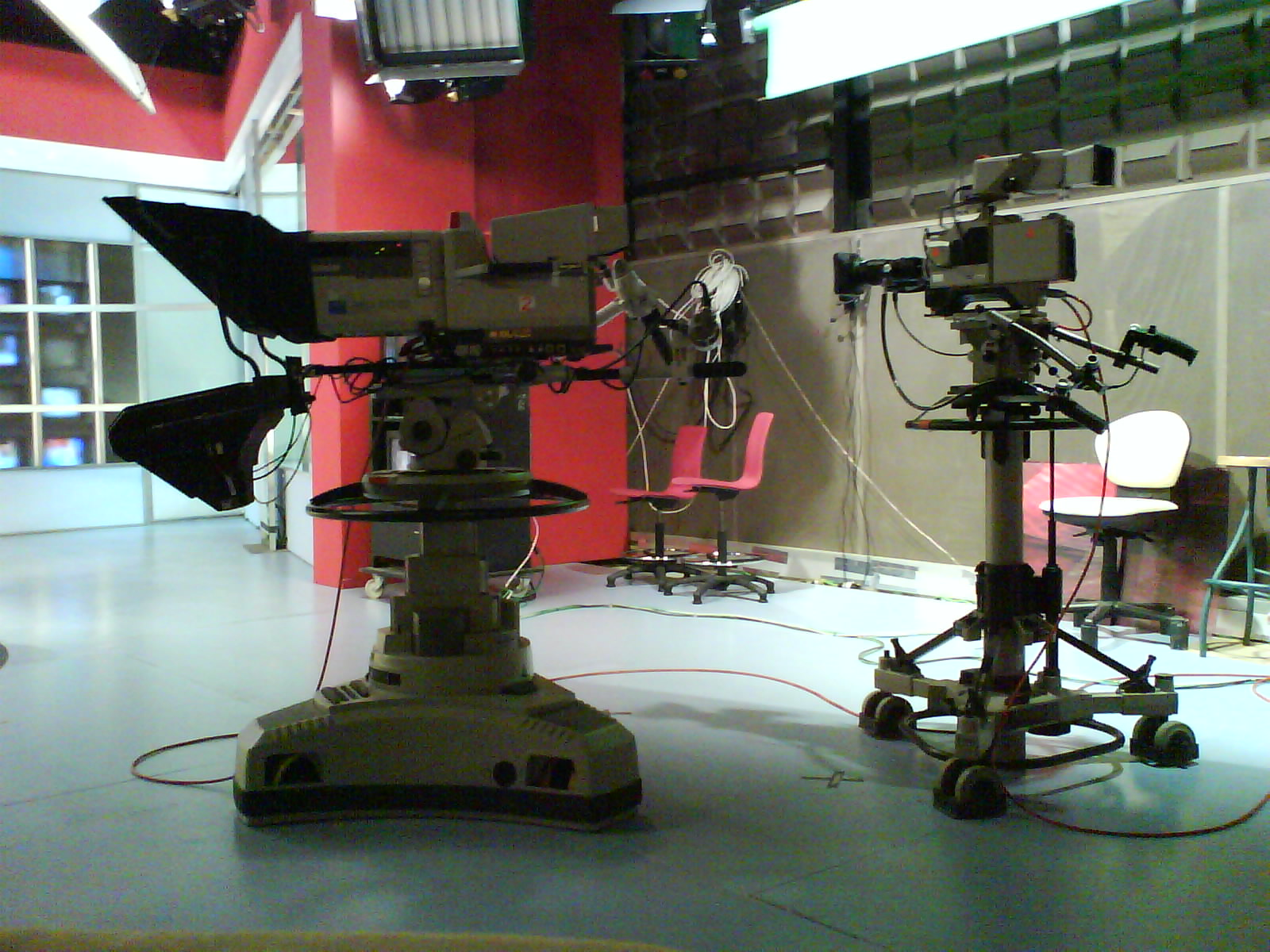
Càmeres de TV de la casa Ikegami model HK-355 i HK-355P amb captadors de CCD, tecnologia de la dècada dels 90 del.

Càmeres d'estudi i de produccions electròniques lleugeres: aquestes càmeres estan fetes per a l'obtenció de la millor qualitat d'imatge possible en funció de la rapidesa amb que s'obté. Estan connectades directament a la sala tècnica de l'estudi, és a dir, són càmeres que solament capturen el senyal de video, no poden gravar per si soles. L'operador de càmera treballarà sobre els moviments, emplaçaments, enquadraments, moviments òptics zoom i enfocament, seguint generalment les indicacions del realitzador o director del programa. El tècnic de control de càmeres s'encarrega de la configuració de la càmera: control del diafragma (luminància), colorimetria, detall i altres ajustos per aconseguir que totes les càmeres mostrin imatges semblants.
Càmeres d'ENG: també conegudes com Camcorder, porten un gravador incorporat que emmagatzema el vídeo i l'àudio generats per la càmera i el seu micròfon corresponent.
Molts models d'aquestes càmeres poden convertir-se en càmeres d'estudi substituint el gravador per un adaptador multicore o triaxial.

### Segons la seva qualitat
Càmeres domèstiques: dissenyades completament per a ús domèstic, no aptes per a transmissió. La gran majoria porta poques possibilitats de control de la imatge, la majoria dels ajustos són realitzats de forma automàtica. Avui dia i amb l'avanç de la tecnologia, la seva qualitat d'imatge ha millorat ostensiblement.
Càmeres semiprofessionals: són equips relativament assequibles en preu, la seva qualitat és superior a les domèstiques, i encara que són de qualitat mitjana en termes broadcast, s'han tornat populars en aquest àmbit com a càmeres ENG, ja que la seva qualitat d'imatge sense ser professional, és molt bona. A diferència de les domèstiques ja permeten personalitzar certs ajustos, com el maneig de l'iris manual, focus i zoom manuals, balanç de blancs, entre altres funcions. En general incorporen 3 CCD, vermell, blau i verd per obtenir un senyal de vídeo RGB.
Càmeres professionals: càmeres de gamma alta, ús en productores i canals de televisió, el seu cost no és assequible per a l'ús personal. Lliuren una molt bona qualitat d'imatge de televisió i en general són utilitzades per als registres d'imatge anteriors a l'emissió (ENG). No obstant això, poden ser fàcilment adaptades per ser usades com a càmera d'estudi econòmiques.
Càmeres broadcast: són equips dissenyats per a la indústria televisiva i emissió del senyal. Càmeres d'altíssima qualitat i de costos molt elevats, funcionen solament com a càmeres d'estudi. Prioritzen obtenir una màxima qualitat d'imatge per sobre la portabilitat de la càmera, per tant en ocasions són de gran grandària i han de ser usades sobre pedestals.

## Muntures de lents
Mentre que algunes càmeres de vídeo tenen lents incorporades, d'altres utilitzen lents intercanviables connectades mitjançant una sèrie de muntures. Alguns com PV Panavision i Arri PL estan dissenyats per a càmeres de cinema, mentre que altres com Canon EF i Sony E provenen de la fotografia fixa. Un altre conjunt de muntatges com Muntura S existeixen per a aplicacions com CCTV.